# Jyske mesterskab 1933-34 (fodbold)
Det jyske mesterskab i fodbold 1933-34 var den 36. udgave af turneringen om det jyske mesterskab i fodbold for herrer organiseret af Jydsk Boldspil-Union. AGF vandt turneringen for ottende gang og for første gang i ni år. Esbjerg fB tabte finalen for tredje år i træk.
De to bedste hold i hver af de to kredse, som ikke i forvejen spillede i Danmarksturneringen, kvalificerede sig til Oprykningsserien 1934-35.

## JBUs Mesterskabsrække

### Nordkredsen
AaB og AGF deltog samtidig i Mesterskabsserien 1933-34. AIA og Aalborg Freja deltog samtidig i Oprykningsserien 1933-34.

| Pos | Hold                 | K  | V  | U | T  | M+ | M- | MR    | P  | Kvalifikation eller nedrykning             |
| --- | -------------------- | -- | -- | - | -- | -- | -- | ----- | -- | ------------------------------------------ |
| 1   | AGF [a]              | 14 | 11 | 2 | 1  | 46 | 18 | 2,556 | 24 | Kvalifikation til finale                   |
| 2   | Randers Freja [a]    | 14 | 9  | 1 | 4  | 37 | 24 | 1,542 | 19 | Kvalifikation til Oprykningsserien 1934-35 |
| 3   | AaB (M)              | 14 | 8  | 2 | 4  | 49 | 28 | 1,750 | 18 |                                            |
| 4   | Holstebro BK (O) [b] | 14 | 5  | 3 | 6  | 26 | 34 | 0,765 | 13 | Kvalifikation til Oprykningsserien 1934-35 |
| 5   | Aalborg Freja [b]    | 14 | 6  | 0 | 8  | 30 | 31 | 0,968 | 12 |                                            |
| 6   | Viborg FF            | 14 | 5  | 2 | 7  | 32 | 43 | 0,744 | 12 |                                            |
| 7   | AIA                  | 14 | 3  | 4 | 7  | 32 | 38 | 0,842 | 10 |                                            |
| 8   | Frederikshavn fI     | 14 | 2  | 0 | 12 | 27 | 61 | 0,443 | 4  | Nedrykning                                 |

1. ^ AGF og Randers Freja spillede i første runde d. 27. august 1933 uafgjort 3-3, men Randers Freja havde benyttet en spiller, der ikke var spilleberettiget. Resultatet blev annulleret, og AGF blev tildelt to point.
2. ^ Aalborg Freja slog Holstebro 2-1, men Aalborg Freja havde benyttet en spiller, der ikke var spilleberettiget. Resultatet blev annulleret, og Holstebro blev tildelt to point.

### Sydkredsen
Esbjerg fB deltog samtidig i Mesterskabsserien 1933-34 og Fredericia BK og AFC i Oprykningsserien 1933-34..

| Pos | Hold              | K  | V  | U | T  | M+ | M- | MR    | P  | Kvalifikation eller nedrykning             |
| --- | ----------------- | -- | -- | - | -- | -- | -- | ----- | -- | ------------------------------------------ |
| 1   | Esbjerg fB        | 14 | 10 | 2 | 2  | 59 | 15 | 3,933 | 22 | Kvalifikation til finale                   |
| 2   | AFC (O) [b]       | 14 | 7  | 5 | 2  | 37 | 30 | 1,233 | 19 | Kvalifikation til Oprykningsserien 1934-35 |
| 3   | Fredericia BK     | 14 | 8  | 2 | 4  | 44 | 31 | 1,419 | 18 | Kvalifikation til Oprykningsserien 1934-35 |
| 4   | Horsens fS        | 14 | 7  | 3 | 4  | 31 | 25 | 1,240 | 17 |                                            |
| 5   | Vejen SF [a]      | 14 | 7  | 3 | 4  | 42 | 42 | 1,000 | 17 |                                            |
| 6   | Vejle BK          | 14 | 4  | 4 | 6  | 33 | 36 | 0,917 | 12 |                                            |
| 7   | Kolding B [a][b]  | 14 | 2  | 2 | 10 | 33 | 49 | 0,673 | 6  |                                            |
| 8   | Esbjerg fB II (O) | 14 | 0  | 1 | 13 | 15 | 59 | 0,254 | 1  | Nedrykning                                 |

1. ^ Kolding Boldklub slog oprindeligt Vejen SF 3-2, men Kolding havde benyttet en spiller, der ikke var spilleberettiget. Resultatet blev annulleret, og Vejen blev tildelt to point.
2. ^ Opgøret Kolding B. - AFC sluttede oprindeligt uafgjort 2-2, men blev spillet om efter protest fra AFC over kampbolden, der punkterede tre gange. AFC vandt omkampen 2-1.

## Finale
| 27. maj 1934 1. kamp |

| AGF                                     | 2 - 0   | Esbjerg fB |
| --------------------------------------- | ------- | ---------- |
| Carl Lundsteen 13' · Agner Petersen 63' | (1 - 0) |            |

| Aarhus Stadion, Aarhus Tilskuere: 10.000 |

| 3. juni 1934 2. kamp |

| Esbjerg fB                                                   | 4 - 2   | AGF                                          |
| ------------------------------------------------------------ | ------- | -------------------------------------------- |
| Arthur Nielsen 18' · Svend Frikke 30' · Svend Hansen 66' ??' | (2 - 0) | Carl Lundsteen 56' · Hugo Nielsen 89' str. · |

| Esbjerg Idrætspark, Esbjerg Tilskuere: 3.500 |

| 11. juni 1934 Omkamp |

| AGF                                                                  | 5 - 0   | Esbjerg fB |
| -------------------------------------------------------------------- | ------- | ---------- |
| Aksel Kayser 8' · Leo Christensen 67', 85' · Carl Lundsteen 79', 88' | (1 - 0) |            |

| Aarhus Stadion, Aarhus Tilskuere: 8.000 |

AGF vandt mesterskabet med fire point mod to.

## Øvrige kilder
- Alstrup, Aksel (1950-1953). "JBU-mesterskabernes fordeling". Jysk Fodbold i Fortid og Nutid - Bind 1 & 2. Odense: Jydsk Boldspil-Union, Østergaards Forlag. s. 88-92.